# Phare de Portland Head
 (avril 2025).
Si vous disposez d'ouvrages ou d'articles de référence ou si vous connaissez des sites web de qualité traitant du thème abordé ici, merci de compléter l'article en donnant les références utiles à sa vérifiabilité et en les liant à la section « Notes et références ».
Le phare de Portland Head (en anglais : Portland Head Light) est un phare actif situé à l'extrémité nord du chenal du port de South Portland dans le comté de Cumberland (État du Maine).
Il est inscrit au Registre national des lieux historiques depuis le 24 avril 1973.

## Histoire
Le phare se trouve sur un cap à l'entrée du principal canal de navigation dans le port de Portland, situé dans Casco Bay dans le golfe du Maine. Achevé en 1791, il s'agit du plus ancien phare de l'État du Maine. Le phare est automatisé et, le phare et la corne de brume sont entretenus par la Garde côtière américaine, tandis que l'ancienne maison des gardiens de phare est un musée maritime situé au sein du parc Fort Williams.
La construction a débuté en 1787 sur l'ordre de George Washington et s'est achevée le 10 janvier 1791. Les lampes à huile de baleine étaient à l'origine utilisées pour l'éclairage. En 1855, après la formation de la United States Lighthouse Board, une lentille de Fresnel de quatrième ordre fut installée. Cette lentille a été remplacée par une lentille de Fresnel de second ordre, qui a été remplacée plus tard par une balise aérienne en 1958, puis par un DCB-224 en 1991.
En 1787, alors que le Maine faisait encore partie de l'État du Massachusetts, George Washington engagea deux maçons de la ville de Falmouth, Jonathan Bryant et John Nichols, et leur ordonna de prendre en charge la construction d'un phare sur Portland Head. Washington leur a rappelé que le gouvernement précédent était pauvre et a déclaré que les matériaux de récupération devaient être utilisés pour construire le phare. Les plans originaux prévoyaient une hauteur de 18 mètres pour la tour. Lorsque les maçons ont achevé cette tâche, ils ont grimpé au sommet de la tour et se sont rendu compte que celle-ci ne serait pas visible au-delà des caps, au sud.
La tour était construite en pierres de taille et Washington donna quatre ans aux maçons pour la construire. Pendant sa construction en 1789, le gouvernement fédéral était en train d'être formé et pendant un moment, il sembla que le phare ne serait pas terminé. À la suite de l'adoption de leur neuvième loi, le premier congrès a procédé à une appropriation et autorisé le secrétaire du Trésor des États-Unis, Alexander Hamilton, à informer les ouvriers qu'ils pourraient poursuivre l'achèvement de la tour. Le 10 août 1790, lors de la deuxième session du congrès, une somme ne dépassant pas 1 500 dollars fut allouée. La tour fut achevée en 1790 et allumée pour la première fois le 10 janvier 1791.
Pendant la guerre de Sécession, les raids sur les navires entrant et sortant du port de Portland sont devenus monnaie courante et, en raison de la nécessité pour les navires en mer de voir le phare de Portland Head dès que possible, la tour a été élevée à une vingtaine de mètres. La maison des gardiens actuelle a été construite en 1891. Lors de la construction du phare de Halfway Rock, le phare de Portland Head fut considéré comme moins important. En 1883, la tour a été raccourcie de 6,1 m et une lentille de Fresnel de quatrième ordre plus faible a été ajoutée. L'ancien objectif de second ordre, a été restauré en 1885 à la suite des plaintes des marins.
La station a peu changé, si ce n'est la reconstruction de la maison à corne de brume en 1975, gravement endommagée par la tempête. Aujourd'hui, le phare de Portland Head est relié à une habitation. La balise aérienne de type aéroportuaire 224 est visible sur une distance de 24 milles marins (environ 44 km). La lampe aux halogénures métalliques de 400 watts a une durée de vie nominale de 20 000 heures et produit 36 000 lumens de lumière à une puissance de 200,000 candelas. Les terrains et la maison du gardien appartiennent à la ville de Cape Elizabeth, tandis que la balise et le signal de brouillard sont détenus et entretenus par les garde-côtes américains (United States Coast Guard).
Le site, géré par le Portland Head Light and Fort Williams Park est ouvert tous les jours. Le musée est ouvert tous les jours de la fin mai à la mi-octobre, ainsi que les week-ends de la mi-avril à la fin de décembre. Le phare ne se visite pas.

## Description
Le phare est une tour cylindrique en pierre, avec une galerie et une lanterne de 24,5 m de haut, reliée à une maison de gardien en bois de deux étages. La tour est peinte en blanc et la lanterne est noire. Il émet, à une hauteur focale de 31 m, un éclat blanc de 0,4 seconde par période de 4 secondes, jour et nuit. Sa portée est de 24 milles nautiques (environ 44 km).
Un feu directionnel situé à la base de la tour montre des secteurs blancs, rouges et verts étroits pour guider les navires arrivant de l'est. Le feu à secteurs blanc a une portée de 15 milles nautiques (environ 28 km) et le feu à secteurs rouge et vert a une portée de 11 milles nautiques (environ 20 km).
Il est aussi équipé d'une corne de brume émettant un blast par période de 15 secondes.

## Caractéristiques dufeu maritime
Fréquence : 4 secondes (W)
- Lumière : 0,4 seconde
- Obscurité : 3,6 secondes

Identifiant : ARLHS : USA-661 ; USCG : 1-7565 - Amirauté : J0206.
|                |
| Portland Head. |

|           |
| Le phare. |

## Dans la culture
Le phare de Portland Head est le sujet d'un tableau d'Edward Hopper datant de 1927 et exposé au Musée des Beaux-Arts de Boston.

### Liens connexes
- Liste des phares du Maine